# Chris Joynt
Pas d'image ? Cliquez ici

a Compétitions nationales et continentales officielles uniquement.

b Matchs officiels uniquement.
Chris Joynt, né le 7 décembre 1971 à Wigan, est un ancien joueur de rugby à XIII anglais évoluant au poste de deuxième lignes dans les années 1990 et 2000. Il a notamment été sélectionné en sélection britannique, anglaise et irlandaise, ayant pris part aux Coupes du monde 1995 et 2000. En club, il a effectué la majeure partie sa carrière au St Helens RLFC où il a été capitaine de nombreuses années. Il a également évolué une année en National Rugby League aux Newcastle Knights.